# Григорьева, Нина Петровна
Ни́на Петро́вна Григо́рьева (род. 1 января 1951, Куптур, Медведевский район, Марийская АССР, РСФСР, СССР) — бригадир штукатуров СУ-16 треста «Маригражданстрой» (1972―1988). Заслуженный строитель РСФСР (1986). Лауреат Государственной премии СССР (1984).

## Биография
Родилась 1 января 1951 года в дер. Куптур Медведевского района Марийской АССР.
В 1968 году окончила ПТУ-8 в Йошкар-Оле.
В 1972―1988 годах работала бригадиром штукатуров СУ-16 треста «Маригражданстрой». Её бригада в 1979―1983 годах носила звание «Лучшая бригада штукатуров МАССР».
В 1984 году присуждена Государственная премия СССР. В 1986 году присвоено почётное звание «Заслуженный строитель РСФСР».
В настоящее время проживает в Йошкар-Оле.

## Звания и награды
- Заслуженный строитель РСФСР (1986)[2][3]
- Государственная премия СССР (1984)[2][3]
- Орден Трудовой Славы III степени (1977)[2][3]
- Почётная грамота Президиума Верховного Совета РСФСР (1980)[2][3]